# Michel Imbert
Pour les articles homonymes, voir Michel Imbert (homonymie) et Imbert.
Michel Imbert, né le 20 décembre 1961, est un écrivain français, auteur de quelques romans historiques ayant pour cadre la République populaire de Chine. Il publie aussi, sous le pseudonyme de Mi Jianxiu, des romans policiers, parfois historiques, parfois contemporains, mais toujours situés en Chine.

## Biographie
Il enseigne les arts plastiques à l'École nationale supérieure d'architecture de Toulouse.
À partir de 2006, il publie aux éditions de l'Aube, sous le pseudonyme Mi Jianxiu, des romans policiers historiques ayant pour héros le juge Li qui sont supposément « traduits du chinois » par Michel Imbert. 
Il fait également paraître des romans historiques sous son patronyme, dont Les Disparus du Laogaï (2010), où une enquête sur treize personnes égorgées dans un bordel de Pékin en 1953 est prétexte à l'évocation de la Chine de Mao Zedong du Grand Bond en avant à la Révolution culturelle, ou encore Marche rouge montagnes blanches (2015), qui évoque les difficiles tribulations d'un fils de paysan ayant fui son village en 1935 pour rejoindre les rangs de l'Armée rouge et participer à la Longue Marche. 
Il s'est établi à Calvisson.

## Œuvre

### Romans historiques
- Les Disparus du Laogaï, Rodez, France, Éditions du Rouergue, 2010, 302 p.  (ISBN 978-2-8126-0149-1)
- En revenant de Tiananmen, Arles, France, Éditions Philippe Picquier, 2013, 269 p.  (ISBN 978-2-8097-0923-0)
- Marche rouge montagnes blanches, Arles, France, Éditions Philippe Picquier, 2015, 331 p.  (ISBN 978-2-8097-1054-0)

### Romans policiers signés du pseudonyme Mi Jianxiu

#### SérieJuge Li
1. Jaune camion, La Tour d’Aigues, France, Éditions de l’Aube, coll. « L’Aube noire », 2006, 267 p.  (ISBN 2-7526-0245-6)
2. Rouge karma, La Tour d’Aigues, France, Éditions de l’Aube, coll. « L’Aube noire », 2006, 254 p.  (ISBN 2-7526-0235-9)
3. Bleu Pékin, La Tour d’Aigues, France, Éditions de l’Aube, coll. « L’Aube noire », 2007, 206 p.  (ISBN 978-2-7526-0308-1)
4. Lotus et Bouches cousues, La Tour d’Aigues, France, Éditions de l’Aube, coll. « L’Aube noire », 2009, 217 p.  (ISBN 978-2-7526-0544-3)

#### Autres romans policiers
- La Mort en comprimés [« Zhi ming de pian ji »], La Tour d’Aigues, France, Éditions de l’Aube, 2008, 218 p.  (ISBN 978-2-7526-0411-8)
- Fang Xiao dans la tourmente [« Si ren bu cheng hun »], La Tour d’Aigues, France, Éditions de l’Aube, 2009, 217 p.  (ISBN 978-2-7526-0544-3)
- Pékin de neige et de sang, Arles, France, Éditions Philippe Picquier, coll. « L'Asie en noir », 2018, 320 p.  (ISBN 978-2-8097-1350-3)
- La Diplomatie du panda, La Tour d’Aigues, France, Éditions de l’Aube, coll. « L’Aube noire », 2020, 320 p.  (ISBN 978-2-815-92967-7)

### Article
- Le Polar chinois entre Mao et Tao, Le Monde diplomatique mars 2018[3]